# Bybjerg
Bybjerg er en lille by på Nordvestsjælland med 276 indbyggere  (2024). Bybjerg er den største bebyggelse på øen Orø i Isefjorden og ligger i Orø Sogn 10 kilometer nord for Holbæk. Byen tilhører Holbæk Kommune og er beliggende i Region Sjælland.
Orø Kirke ligger i byen.